# HD 220929
HD 220929，又名CD-3615895，SAO 214561、HR 8914，是一颗恒星，视星等为6.32，位于銀經2.43，銀緯-70.35，其B1900.0坐标为赤經23h 22m 38.7s，赤緯-36° -70.35′ 42″。